# Фридландер, Джон
Джон Фридландер (англ. John Friedlander; род. 4 октября 1941, Торонто) — канадский математик, специалист в области теории чисел.
Окончил Торонтский университет (бакалавр наук, 1965), Университет Уотерлу и Университет штата Пенсильвания (доктор философии, 1972). В 1974—1976 годы преподавал в Массачусетском технологическом институте. С 1977 года — преподаватель математического факультета Торонтского университета. Несколько лет работал в Институте перспективных исследований.
В 1997 году совместно с Хенриком Иванцом доказал существование бесконечного множества простых чисел {\displaystyle a^{2}+b^{4}} (теорема Фридландера — Иванца), существенно дополнив теорию асимпотического решета Энрико Бомбиери.
Член Королевского общества Канады (1988), действительный член Американского математического общества (2012);
. Лауреат премии Джеффри — Уильямса (1999), премии CRM — Fields — PIMS (2002), премия Джозефа Дуба (2017).